# Stuckange
Stuckange (Duits:  Stückingen) is een gemeente in het Franse departement Moselle (regio Grand Est) en telt 724 inwoners (1999). De gemeente maakt deel uit van het arrondissement Thionville.

## Geografie
De oppervlakte van Stuckange bedraagt 4,4 km², de bevolkingsdichtheid is 164,5 inwoners per km².
De onderstaande kaart toont de ligging van Stuckange met de belangrijkste infrastructuur en aangrenzende gemeenten.

## Demografie
Onderstaande figuur toont het verloop van het inwonertal (bron: INSEE-tellingen).